# 萨尔卡加特
萨尔卡加特（Sarkaghat），是印度喜马偕尔邦Mandi县的一个城镇。总人口3706（2001年）。

## 人口
该地2001年总人口3706人，其中男性1868人，女性1838人；0—6岁人口405人，其中男224人，女181人；识字率78.63%，其中男性为82.87%，女性为74.32%。